# Ascensore di Piedigrotta
L'ascensore di Piedigrotta è un'opera di trasporto pubblico sita in via Manzoni 90 in Napoli che collegava l'omonima via con il quartiere sottostante di Piedigrotta.

## Storia
L'impianto fu costruito nel 1895 dalla società Tramways de Naples da Du Mesnil e Treize Dreyes collegava i quartieri di Posillipo e Piedigrotta per un dislivello di 127 metri. Il funzionamento era garantito da due vetture ciascuna capace di trasportare fino a otto persone di cui quattro a sedere. Dall'iniziale motrice a vapore si passò a quella elettrica nel 1925 capace di raggiungere la velocità di 1,5 metri al secondo con corse ogni 5 minuti. Lo stesso anno l'impianto fu sospeso e mai più riaperto. Nel 1939 era previsto nel Piano Regolatore Generale la riapertura ma tutto fu accantonato a causa del sopraggiungere degli eventi bellici. Nel 1943 intervenne poi la demolizione per mano dei tedeschi in modo da ostacolare le mosse dei partigiani.

## Prospettive sull'ascensore
Nel 2003 i periti Giuseppe Ierace e Antonio Angiolillo presentarono un progetto di recupero dell'ascensore che prevedeva l'interscambio con la nuova linea 6 (ex LTR). I favorevoli ritengono che l'impianto darebbe respiro alla zona, già di per sé isolata anche in concomitanza con la riapertura dell'area archeologica della Crypta Neapolitana. I critici, d'altro canto, ritengono dubbia la contestualizzazione nel sistema di trasporto urbano attuale oltre a delle riserve sul rapporto costi/profitti.